# Neuritis
La neuritis es la inflamación de un nervio, que puede dar como resultado dolor, aumento de sensibilidad, falta de sensibilidad o sensación de hormigueo (parestesia) en el sector del organismo afectado. Por extensión se utiliza la palabra neuritis cuando está afectada la función de un nervio periférico aunque no exista inflamación. Si se afecta un único nervio, la situación se describe como mononeuritis y cuando son varios se denomina polineuritis.